# スチュアート・ビーティー
スチュアート・ビーティー（Stuart Beattie, 1972年 - ）は、オーストラリアの脚本家。

## フィルモグラフィ
- ジョーイ/小さな冒険者 Joey （1997年）
- The Protector （1998年）
- Kick （1999年）
- パイレーツ・オブ・カリビアン/呪われた海賊たち Pirates of the Caribbean: The Curse of the Black Pearl （2003年）
- コラテラル Collateral （2004年）
- すべてはその朝始まった Derailed （2005年）
- ゴースト・ハウス The Messengers （2007年）
- 30デイズ・ナイト 30 Days of Night （2007年）
- Without Remorse （2008年）
- オーストラリア Australia （2008年）
- G.I.ジョー G.I. Joe: The Rise of Cobra （2009年）
- Gears of War （2009年） [1]
- トゥモロー 僕たちの国が侵略されたら Tomorrow, When the War Began （2010年）監督も
- アイ・フランケンシュタイン I, Frankenstein （2014年）監督も[2][3][4]
- デンジャー・クロース 極限着弾 Danger Close: The Battle of Long Tan （2019年）